# Associazione Calcio Monza Brianza 1912 2013-2014
Questa voce raccoglie le informazioni riguardanti l'Associazione Calcio Monza Brianza 1912 nelle competizioni ufficiali della stagione 2013-2014.

## Stagione
Nella stagione 2013-2014 il Monza disputa il secondo campionato consecutivo in Lega Pro Seconda Divisione, e il quinto nella storia del club in Serie C2 / Lega Pro Seconda Divisione. Con il riconfermato Antonino Asta alla guida, la squadra supera il primo turno della Coppa Italia eliminando la Pro Vercelli (0-1) in trasferta, per poi essere eliminato nel secondo dall'Avellino sempre (1-0) al Partenio. Una volta uscito dalla coppa maggiore subentra nella Coppa Italia di Lega Pro partendo dalla fase a eliminazione diretta, in cui, dopo aver superato tutti i cinque turni, arriva a giocarsi la doppia finale con la Salernitana, perdendo (0-1) a Monza e pareggiando (1-1) a Salerno. In campionato ha concluso il torneo al quarto posto con 54 punti nel girone A, ottenendo la diretta ammissione alla nuova terza serie. Infatti le prime nove del torneo passano alla nuova Lega Pro Divisione unica. Le altre nove scendono in Serie D. Il miglior marcatore stagionale dei brianzoli è stato il varesino Davide Sinigaglia autore di 12 reti in campionato.

## Divise e sponsor
Lo sponsor tecnico per la stagione 2013-2014 è Acerbis, mentre lo sponsor ufficiale è Stop Racism.
| Casa | Trasferta | Terza divisa |

## Organigramma societario
Area direttiva
- Presidente: Anthony Armstrong Emery
- Amministratore delegato: Nicola Rigamonti

Area comunicazione
- Ufficio stampa: Marco Ravasi

Area tecnica
- Direttore sportivo: Gianluca Andrissi
- Allenatore: Antonino Asta
- Allenatore in seconda: Francesco Farina
- Preparatore atletico: Mario Familari
- Preparatore dei portieri: Pierluigi Brivio

Area sanitaria
- Responsabile: Dott. Gabriele Cirillo

## Rosa
| N. |                        | Ruolo | Calciatore          |
| -- | ---------------------- | ----- | ------------------- |
|    | Italia (bandiera)      | P     | Stefano Chimini     |
|    | Italia (bandiera)      | P     | Alex Teodorani      |
|    | Italia (bandiera)      | P     | Paolo Castelli      |
|    | Inghilterra (bandiera) | D     | Myles Anderson      |
|    | Italia (bandiera)      | D     | Marco Briganti      |
|    | Italia (bandiera)      | D     | Steven Maragna      |
|    | Italia (bandiera)      | D     | Davide Cattaneo     |
|    | Italia (bandiera)      | D     | Gabriele Franchino  |
|    | Italia (bandiera)      | D     | Jacopo Galimberti   |
|    | Italia (bandiera)      | D     | Tiziano Polenghi    |
|    | Italia (bandiera)      | D     | Walter Zullo        |
|    | Italia (bandiera)      | C     | Riccardo Allegretti |
|    | Italia (bandiera)      | C     | Marco Anghileri     |
|    | Italia (bandiera)      | C     | Nicolò Bianchi      |
|    | Inghilterra (bandiera) | C     | Fergus Bell         |
|    | Italia (bandiera)      | C     | Amedeo Calliari     |
|    | Italia (bandiera)      | C     | Roberto Candido     |

| N. |                        | Ruolo | Calciatore        |
| -- | ---------------------- | ----- | ----------------- |
|    | Italia (bandiera)      | C     | Claudio Grauso    |
|    | Italia (bandiera)      | C     | Umberto Miello    |
|    | Italia (bandiera)      | C     | Marco Morao       |
|    | Italia (bandiera)      | C     | Matteo Pessina    |
|    | Italia (bandiera)      | C     | Luca Santonocito  |
|    | Italia (bandiera)      | C     | Paolo Valagussa   |
|    | Italia (bandiera)      | C     | Alessio Vita      |
|    | Italia (bandiera)      | A     | Mattia Finotto    |
|    | Inghilterra (bandiera) | A     | Alex Fisher       |
|    | Italia (bandiera)      | A     | Andrea Gasbarroni |
|    | Italia (bandiera)      | A     | Giovanni Laraia   |
|    | Italia (bandiera)      | A     | Nicolò Martino    |
|    | Italia (bandiera)      | A     | Riccardo Ravasi   |
|    | Italia (bandiera)      | A     | Said Ahmed Said   |
|    | Italia (bandiera)      | A     | Davide Sinigaglia |
|    | Italia (bandiera)      | A     | Giovanni Terrani  |
|    | Brasile (bandiera)     | A     | Caio De Cenco     |

## Risultati

### Campionato

#### Girone di andata
| Arbitro: | Formato (Benevento) |

|           |           |               |
| Zullo 45’ | Marcatori | 40’ Baldrocco |

| Arbitro: | Melidoni (Frattamaggiore) |

|                                    |           |                                      |
| Varricchio 30’, 41’ Di Quinzio 84’ | Marcatori | 68’ Terrani 71’ Valagussa 90+3’ Vita |

| Arbitro: | Zanonato (Vicenza) |

|                     |           |               |
| Sinigaglia 47’, 50’ | Marcatori | 52’ Valentini |

| Arbitro: | Albertini (Ascoli Piceno) |

|                |           |  |
| Alessandro 23’ | Marcatori |  |

| Arbitro: | Aversano (Treviso) |

|                       |           |                   |
| Sinigaglia 10’, 90+2’ | Marcatori | 4’, 78’ Amet Fall |

| Arbitro: | Rasia (Bassano del Grappa) |

|                                     |           |                |
| Vita 19’ Sinigaglia 42’ Candido 71’ | Marcatori | 33’ Tettamanti |

| Arbitro: | Guarino (Caltanissetta) |

|              |           |                            |
| Fioretti 42’ | Marcatori | 26’ Finotto 47’ Sinigaglia |

| Arbitro: | Bertani (Pisa) |

|                                      |           |                               |
| Finotto 44’ Franchino 49’ Fisher 82’ | Marcatori | 38’ Frendo 67’ (rig.) Scapini |

| Arbitro: | Giua (Pisa) |

|                               |           |                                        |
| Torri 18’ Fanucchi 26’ (rig.) | Marcatori | 3’ Candido 9’ Sinigaglia 45’ Franchino |

| Arbitro: | Cifelli (Campobasso) |

|               |           |                |
| Valagussa 62’ | Marcatori | 36’ E. Orlandi |

| Arbitro: | Piscopo (Imperia) |

|                                |           |  |
| Bertazzoli 49’ N. Esposito 70’ | Marcatori |  |

| Arbitro: | Panarese (Lecce) |

|            |           |                         |
| Fisher 81’ | Marcatori | 2’, 63’ (rig.) Floriano |

| Bassano del Grappa 24 novembre 2013 13ª giornata | Bassano Virtus       | 0 – 0 | Monza | Stadio Rino Mercante\| Arbitro: \| Verdenelli (Foligno) \| |
| Arbitro:                                         | Verdenelli (Foligno) |       |       |                                                            |

| Arbitro: | Rasia (Bassano del Grappa) |

|                    |           |           |
| Alb. Filippini 90’ | Marcatori | 57’ Zullo |

| Arbitro: | Giua (Pisa) |

|                                    |           |  |
| Candido 57’ Anghileri 84’ Vita 89’ | Marcatori |  |

| Arbitro: | Pagliardini (Arezzo) |

|                                |           |  |
| Pasi 44’ Iv. Graziani 50’, 62’ | Marcatori |  |

| Arbitro: | Guarino (Caltanissetta) |

|                |           |                            |
| Sinigaglia 33’ | Marcatori | 60’ Florian 81’ Castellani |

#### Girone di ritorno
| Arbitro: | Proietti (Terni) |

|              |           |               |
| Gherardi 86’ | Marcatori | 71’ Valagussa |

| Arbitro: | Baroni (Firenze) |

|                      |           |                                     |
| Vita 17’ Finotto 29’ | Marcatori | 41’ (rig.) Varricchio 50’ Capellupo |

| Arbitro: | Marinelli (Tivoli) |

|                              |           |             |
| G. Cavalli 19’ Valentini 54’ | Marcatori | 22’ Finotto |

| Arbitro: | Serra (Torino) |

|                                     |           |                       |
| Gasbarroni 15’ (rig.) Vita 28’, 76’ | Marcatori | 40’ (aut.) Allegretti |

| Arbitro: | Oliveri (Palermo) |

|                      |           |                                |
| Amet Fall 63’ (rig.) | Marcatori | 39’ (rig.) Gasbarroni 90’ Vita |

| Arbitro: | Capilungo (Lecce) |

|  |           |                                     |
|  | Marcatori | 62’ Finotto 66’ Sinigaglia 69’ Vita |

| Arbitro: | Luciano (Lamezia Terme) |

|                                                                          |           |  |
| Allegretti 13’ Sinigaglia 35’ Gasbarroni 39’ Finotto 60’ Valagussa 90+2’ | Marcatori |  |

| Arbitro: | Capraro (Cassino) |

|  |           |              |
|  | Marcatori | 10’ De Cenco |

| Arbitro: | Melidoni (Frattamaggiore) |

|  |           |                |
|  | Marcatori | 90+3’ Fanucchi |

| Arbitro: | Vesprini (Macerata) |

|  |           |            |
|  | Marcatori | 9’ Finotto |

| Arbitro: | Verdenelli (Foligno) |

|                            |           |  |
| Allegretti 18’ Finotto 29’ | Marcatori |  |

| Arbitro: | Ros (Pordenone) |

|  |           |           |
|  | Marcatori | 52’ Zullo |

| Arbitro: | Ranaldi (Tivoli) |

|                |           |                            |
| Sinigaglia 74’ | Marcatori | 22’ Iocolano 52’ Pelagatti |

| Arbitro: | Proietti (Terni) |

|                                                    |           |  |
| De Cenco 28’ Vita 37’ Gasbarroni 53’ Valagussa 59’ | Marcatori |  |

| Arbitro: | Albertini (Ascoli Piceno) |

|                                               |           |           |
| Docente 13’, 62’ M. Djuric 48’ Bernacci 90+3’ | Marcatori | 71’ Zullo |

| Arbitro: | Mangialardi (Pistoia) |

|                                    |           |                           |
| De Cenco 16’ Gasbarroni 35’ (rig.) | Marcatori | 25’ Urso 44’ Iv. Graziani |

| Arbitro: | Baldicchi (Città di Castello) |

|                         |           |                |
| Florian 19’ (rig.), 33’ | Marcatori | 23’ Sinigaglia |

### Coppa Italia
| Arbitro: | Giovani (Grosseto) |

|  |           |             |
|  | Marcatori | 24’ Finotto |

| Arbitro: | La Penna (Roma) |

|                 |           |  |
| L. Castaldo 28’ | Marcatori |  |

### Coppa Italia Lega Pro
| Arbitro: | Marini (Roma) |

|                                      |           |                           |
| Ravasi 41’ Valagussa 50’ Finotto 66’ | Marcatori | 57’ A. Viola 88’ Girasole |

| Arbitro: | Candeo (Este) |

|                                             |           |                                |
| Laraia 3’ Morao 45+2’ Fisher 55’ Ravasi 77’ | Marcatori | 14’ Teggi 20’ Baldo 45’ Gualdi |

#### Terzo turno - Girone B
| Arbitro: | Pelagatti (Arezzo) |

|                                     |           |  |
| Terrani 45’, 57’ Candido 68’ (rig.) | Marcatori |  |

| Arbitro: | Di Ruberto (Nocera Inferiore) |

|  |           |                              |
|  | Marcatori | 33’, 52’ Ravasi 77’ Calliari |

#### Semifinale
| Arbitro: | Morreale (Roma) |

|                  |           |                          |
| A. Brighenti 32’ | Marcatori | 47’ De Cenco 55’ Terrani |

| Arbitro: | Piscopo (Imperia) |

|                        |           |              |
| Ravasi 47’ Finotto 50’ | Marcatori | 58’ Visconti |

#### Finale
| Arbitro: | Dei Giudici (Latina) |

|  |           |                |
|  | Marcatori | 90+2’ M. Ricci |

| Arbitro: | Abisso (Palermo) |

|              |           |              |
| A. Volpe 87’ | Marcatori | 57’ De Cenco |